# Fritz Jung

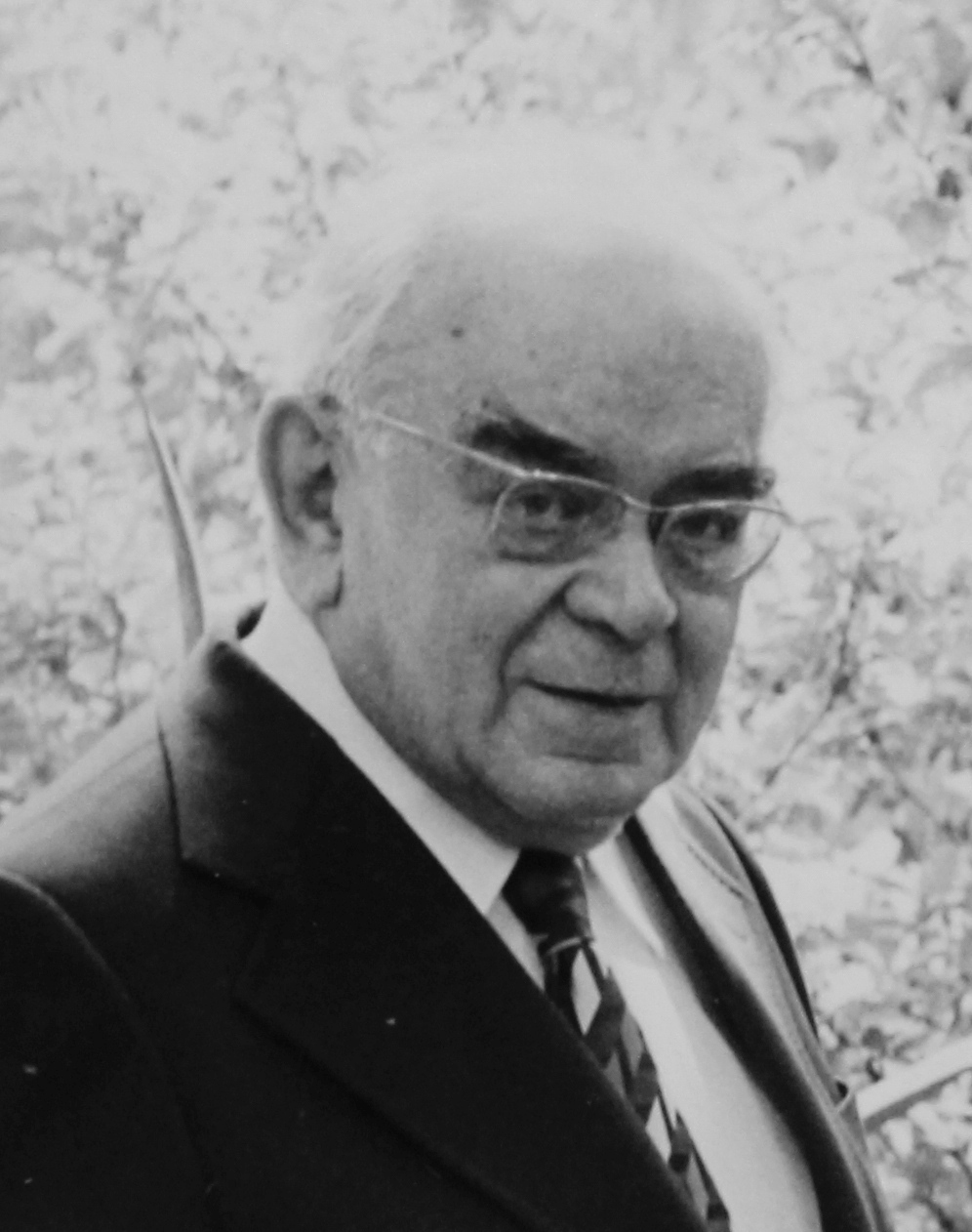
Fritz Jung
(Anfang der 1970er Jahre)

Fritz Jung (* 7. Juni 1903 in Neurode, Landkreis Neurode, Provinz Schlesien; † 28. Mai 1981 in Mainz) war ein deutscher Zahnarzt und Professor an der Johannes Gutenberg-Universität Mainz mit den Fachgebieten Prothetik und Kieferorthopädie.

## Jugend und Ausbildung
Fritz Jung wurde als erstes von drei Kindern des Dentisten Josef Jung und seiner Frau Selma Jung, geborene Herzig, im Eulengebirge geboren. Er war katholisch und absolvierte nach dem Abitur am Katholischen Gymnasium in Glatz von 1922 bis 1926 ein Studium der Zahnmedizin an den Universitäten in Breslau und Würzburg. In Breslau legte er 1926 in der von Euler geleiteten Klinik sein Staatsexamen mit dem Prädikat „sehr gut“ ab. Als Wissenschaftlicher Assistent von Karl Greve war er von 1926 bis 1928 an der Klinik tätig und wurde dort mit dem prothetischen Thema Untersuchungen über Einbettungsmassen mit dem Prädikat Magna cum laude zum Dr. med. dent. promoviert.

## Beruflicher Werdegang
Nach einem Assistentenjahr in der Schweiz im Jahre 1929 ließ Jung sich 1930 in Neurode nieder. Zum 1. Mai 1937 trrat er der NSDAP bei. Seine Einberufung zum Militär erfolgte im Jahre 1943. Dabei wurde er der Abteilung für Kiefer- und Gesichtsverletzte des Reservelazaretts Breslau IV zugeteilt, wo er die orthopädische und prothetische Behandlung der Patienten mit Kieferschussfrakturen und Gesichtsschädelfrakturen übernahm. Nach Beendigung des Krieges und der Vertreibung aus Schlesien war er im Staatlichen Versehrtenkrankenhaus für Kiefer- und Gesichtsverletzte in Mindelheim bis zum Jahre 1948 tätig.
Danach folgte er der Bitte von Martin Herrmann, ihn beim Aufbau der neugegründeten Klinik an der Johannes-Gutenberg-Universität zu Mainz zu unterstützen und übernahm den Aufbau einer prothetischen und kieferorthopädischen Abteilung. Nach der 1949 erfolgten Habilitation begann Jung seine Lehrtätigkeit an der Universität Mainz. Er erhielt 1952 einen Ruf auf das Ordinariat des Zahnärztlichen Universitätsinstitutes der Humboldt-Universität zu Berlin, den er jedoch ablehnte, um die entscheidende Aufbauphase in Mainz nicht zu unterbrechen. Im gleichen Jahr wurde er zum außerplanmäßigen Professor und kurze Zeit darauf zum planmäßigen Professor ernannt. 1963 wurde er ordentlicher Professor für Zahn-, Mund- und Kieferheilkunde und übernahm noch in der alten Klinik an der Saarstraße das Direktoriat, das er bis zu seiner Emeritierung im Jahre 1971 wahrnahm. Von 1964 bis 1973 war Jung Direktor der Klinik und Poliklinik für Zahn-, Mund- und Kieferkrankheiten am Augustusplatz in Mainz.

## Werk
Jung veröffentlichte zahlreiche Artikel über Probleme der zahnärztlichen Prothetik und Werkstoffkunde, der Kieferorthopädie, der Kieferfrakturbehandlung sowie der chirurgischen Prothetik. Mit seinem Namen sind dabei die überwiegend funktionsorientierten Ergebnisse seiner Untersuchungen über die Elastizität der Skelettteile des Gebisssystems verbunden, die zum ersten Mal Kenntnisse über dieses Teilgebiet vermittelten, denen bis heute ihre praktisch-klinische wie wissenschaftliche Bedeutung zukommt.

## Sonstiges
Fritz Jung war verheiratet mit der promovierten Medizinerin Brigitte Jung, geborene Kikillus.

## Publikationen
Eine Auswahl aus über 100 Publikationen:
- F. Jung Kritische Betrachtungen über den Wert festsitzender Brücken nach Kieferfrakturen Dtsch. Zahn-, Mund- und Kieferheilk. 14, 455 (1951)
- F. Jung Die Elastizität der Skeletteile des Gebiss*systems Stoma 5, 74 (1952)
- F. Jung Kieferbruch-Schienenverbände und Gewebsschädigungen Dtsch. Zahnärztl. Zschr. 8, 469 (1953)
- F. Jung Über die Versorgung des oberen Lückengebisses mit gingival getragenen Prothesen Zahnärztl. Prothetik. Taschenjahrbuch 1, 247 (1954)
- F. Jung Fehlgriffe und Irrtümer bei der Versorgung des Gebisses mit abnehmbaren Prothesen Dtsch. Somat. 4, 294 (1954)
- F. Jung Zur Basisgestaltung der Teilprothese Österr. Zschr. f. Somat. 52, 303 (1955)
- F. Jung Über die Verankerung der Prothese am zahnlosen Oberkiefer Dtsch. Zahnärztebl. 9, 719 (1955)
- F. Jung Über die Beziehungen der oberen und unteren Schneidezahnbreiten zur Tiefe des Überbisses Fortsch. Kieferorthop. 17, 217 (1956)
- F. Jung Veränderung des Prothesenlagers unter der Teilprothese Dtsch. Zahnärztl. Zschr. 14, 105 (1959)